# Bardzo krótki strajk
Bardzo krótki strajk – polski film dokumentalny, fabularyzowany z 2007 roku. Reżyserem i autorem scenariusza jest Grzegorz Królikiewicz. Strajk trwał od 14 do 15 grudnia 1981 roku. Był to protest studentów Uniwersytetu Łódzkiego przeciw wprowadzeniu stanu wojennego w Polsce. Zakończył się brutalną interwencją ZOMO.

## Opis
Film jest próbą opisu strajku okupacyjnego, studentów Uniwersytetu Łódzkiego protestujących przeciwko wprowadzeniu 13 grudnia stanu wojennego w Polsce. Strajk trwał tylko 32 godziny, niespełna dwa dni, od 14 do 15 grudnia 1981 roku. Zakończył się brutalną interwencją ZOMO. Żeby uchwycić genezę strajku, grudniowego reżyser przybliża przyczyny wcześniejszego strajku studenckiego ze stycznia i lutego 1981 roku, w czasie którego Łódź stała się studencką stolicą Polski.
29 stycznia 1981 roku rozpoczął się w Łodzi 29-dniowy strajk studencki, w którym wzięło udział 10 tysięcy młodych ludzi. Zapoczątkowała go grupa studentów wydziału prawa i administracji Uniwersytetu Łódzkiego. W połowie lutego wybuchły strajki solidarnościowe na innych uczelniach w kraju, m.in. w Poznaniu, Krakowie i Warszawie. Po negocjacjach z władzami sąd zarejestrował Niezależne Zrzeszenie Studentów, a uczelnie uzyskały autonomię. Strajkujący wywalczyli także prawo współdecydowania o życiu uczelni, studia przedłużono do pięciu lat, zniesiony został przymus nauczania języka rosyjskiego. Rozszerzono także program nauczania filozofii, w bibliotekach dostępne stały się zakazane dotąd książki, a paszporty można było trzymać w domu.
Film jest złożony zarówno z wypowiedzi bohaterów i świadków tamtych wydarzeń, archiwaliów, jak i sekwencji inscenizowanych. Aby oddać atmosferę tamtych wydarzeń, zainscenizowano kilka trudnych scen zbiorowych, takich jak akcja pacyfikacyjna ZOMO na skrzyżowaniu Składowej, Uniwersyteckiej i Narutowicza z udziałem kilkuset osób, oddziałów wojska, ZOMO, samochodów i wozów opancerzonych, wdarcie się oddziałów ZOMO do gmachów Rektoratu i Wydziału Prawa, inscenizacja brutalnego przerwania uczelnianego posiedzenia egzekutywy PZPR w Rektoracie, interwencja ZOMO w Dziekanacie Wydziału Prawa, dewastacja wnętrza i sprzętów w Rektoracie.
Królikiewicz zaprosił do udziału w filmie zarówno liderów Niezależnego Zrzeszenia Studentów, którzy byli inicjatorami strajku, jak i dzisiejszych studentów, również członkowie NZS, którzy w formie psychodramy dokonali próby zrekonstruowania strajku, w którym doszło do masakry i prawdopodobnie do śmierci studentki, aby oddać ducha czasu, tamtej odwagi i poświęcenia.

## Informacje dodatkowe
Premierowy pokaz filmu odbył się 2 czerwca 2007 roku w Sejm Rzeczypospolitej Polskiej. Projekcję zorganizowały wspólnie Narodowe Centrum Kultury, Niezależne Zrzeszenie Studentów (NZS) Regionu Łódzkiego i Stowarzyszenie Niezależni RP. W pokazie filmu uczestniczyli minister nauki i szkolnictwa wyższego, Michał Seweryński oraz prezydent Łodzi, Jerzy Kropiwnicki.
W 2007 roku film był nominowany w kategorii Polskie Filmy Krótkometrażowe na 7. MFF Nowe Horyzonty.

## Obsada

### Goście
W udziału w filmie zaprosił komentatorów i uczestników strajku okupacyjnego lub wydarzeń grudniowych:

- Joanna Śmigielska-Grzywaczewska
- Janusz Michaluk
- Leszek Owczarek
- Mieczysław Rutowicz
- Adam Hohendorff
- Mirosław Grycuk
- Teresa Romanowska
- Rafał Kasprzyk
- Witold Krauze
- Witold Wonko
- Wojciech Walczak
- Zbigniew Koszałkowski
- Halina Wyciszkiewicz
- Grażyna Anczykowska
- Kajus Augustyniak
- Edward Chudzik
- Włodzimierz Domagalski
- Dariusz Drewnicz
- Barbara Gruchała
- Tomasz Jaroszewicz
- Piotr Jaworski
- Aldona Kowalska
- Gabriela Krzysińska
- Piotr Krzywicki
- Jacek Nowak
- Helena Pietraszkiewicz
- Anna Pikulska-Robaszkiewicz
- Janusz Przybylski
- Marek Przybyłek
- Barbara Sakowicz
- Krzysztof Straus
- Maria Straus-Stanisławek
- Grzegorz Szczukocki
- Jan Widuliński
- Tomasz Włodkowski

### Rekonstrukcje

#### Aktorzy
- Maria Białobrzeska
- Róża Chrabelski
- Barbara Połomska-Erol
- Jowita Popow-Romanowska
- Danuta Rynkiewicz
- Gabriela Sarnecka
- Grażyna Suchocka
- Aleksander Benczak
- Stanisław Brejdygant
- Longin Chlebowski
- Ryszard Chlebuś
- Mieczysław Gajda
- Eugeniusz Korczarowski
- Jerzy Krasuń
- Janusz Kubicki
- Piotr Seweryński
- Sławomir Sulej
- Michał Szewczyk
- Włodzimierz Twardowski
- Maciej Zalewski

#### Studenci
- Dorota Bonawenturczak
- Katarzyna Borek
- Justyna Cieślik
- Paulina Kołodziej
- Emila Kudra
- Justyna Kumor
- Teresa Kustusz
- Aleksandra Lewińska
- Żaneta Małkowska
- Justyna Pabijanek
- Anna Szulc
- Konrad Barasiński
- Łukasz Bzura
- Wojciech Kołodziejczyk
- Paweł Kudaj
- Michał Lewandowski
- Jakub Łaszczewski
- Witold Łuczyński
- Michał Mikołajczak
- Maciej Mikulski
- Piotr Mokrzycki
- Mateusz Pawłowski
- Michał Płusa
- Rafał Rybak